# Excorallana meridionalis
Excorallana meridionalis är en kräftdjursart som beskrevs av Alberto Carvacho och Yanez 1971. Excorallana meridionalis ingår i släktet Excorallana och familjen Corallanidae. Inga underarter finns listade i Catalogue of Life.